# Schellbach
Schellbach este o comună în Saxonia-Anhalt, Germania